# 戴维·萨科
戴维·萨科（英語：David Sacco，1970年7月31日—），美国男子冰球运动员，场上位置是前锋。他曾代表美国国家队参加1994年冬季奥林匹克运动会冰球比赛，获得第8名。

## 家庭
哥哥乔·萨科。